# Masterton (miasto)
Masterton (maor. Whakaoriori) – miasto w Nowej Zelandii nad rzeką Ruamahanga, położone w regionie Wellington w południowo-wschodniej części Wyspy Północnej. Siedziba lokalnych władz dystryktu. Liczba mieszkańców około 20 000 według danych z 2011.

## Współpraca
- Hatsukaichi, Japonia
- Changchun, Chińska Republika Ludowa
- Armidale, Australia